# Gräberfeld von Stockaryd

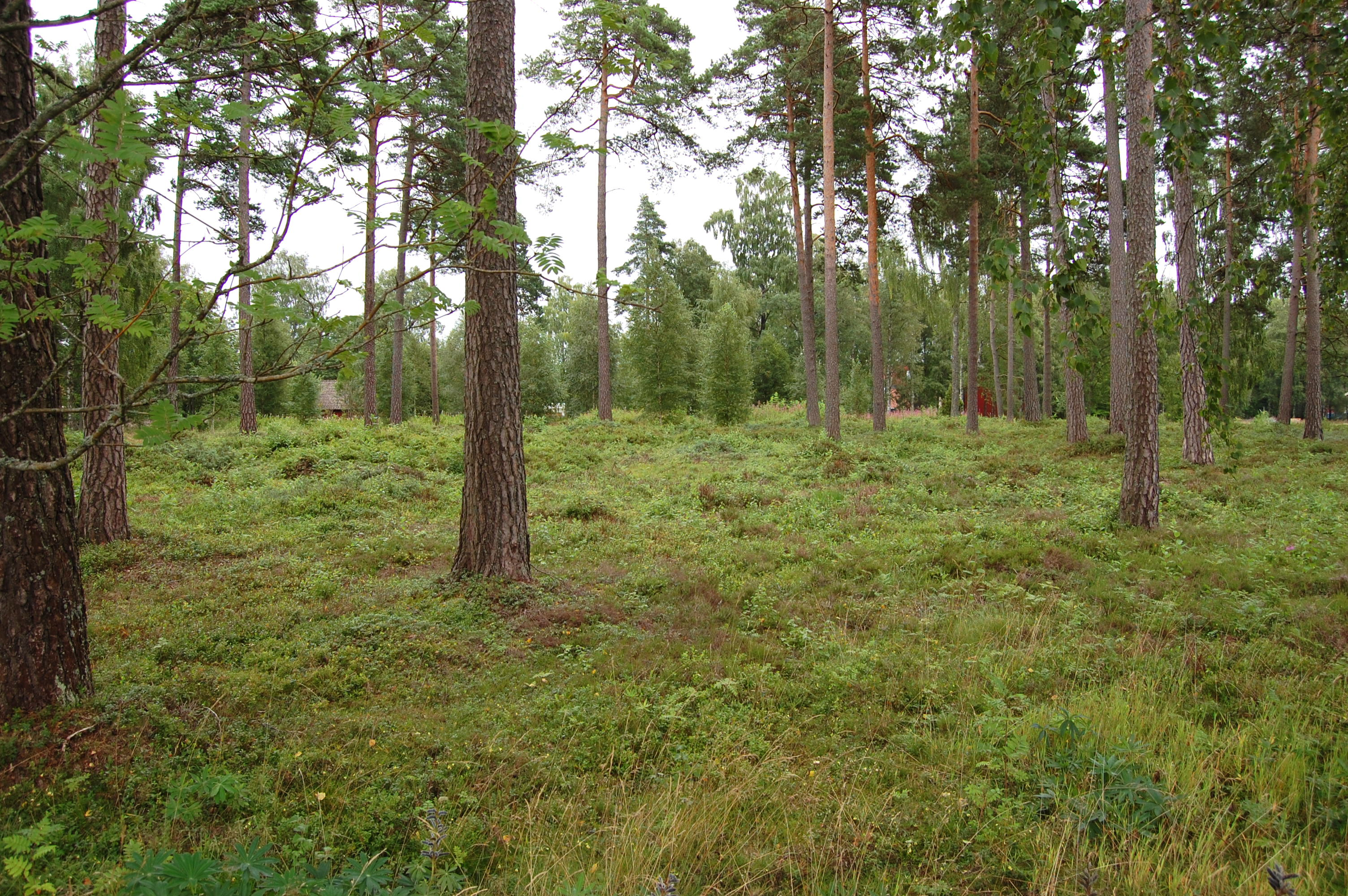
Gräberfeld von Stockaryd

Das Gräberfeld von Stockaryd (schwedisch: Stockaryds Gravfält) ist ein prähistorisches Gräberfeld in Stockaryd in der schwedischen Gemeinde Sävsjö in der historischen Provinz Småland.
Das Gräberfeld entstand in der Eisenzeit und umfasst 90 Gräber. Die Gräber sind meist als flache Steinsetzungen gestaltet. Fünf Gräber sind dabei dreizackige  Steinsetzungen. Die beigesetzten Verstorbenen wurden eingeäschert. Beisetzungen erfolgten etwa in der Zeit zwischen 500 und 1050 nach Beginn unserer Zeitrechnung.
Aufgrund der wuchernden Bodenvegetation sind die Grabstellen nur schwer zu erkennen.